# Johan Klaps
Johan Klaps, né le 19 août 1970 à Maaseik, est un homme politique belge, membre de la Nieuw-Vlaamse Alliantie (N-VA).

## Biographie
Johan Klaps nait le 19 août 1970 à Maaseik.
Le 14 octobre 2014, il devient député fédéral à la Chambre des représentants en remplaçant Jan Jambon qui devient ministre dans le gouvernement Michel I.
Le 9 décembre 2018, il perd son siège qui est repris par Jan Jambon à la suite du départ de la NV-A de la majorité.